# Улица Осипова
Улица Осипова — улица в Одессе, в историческом районе города, идёт от пересечения с Еврейской улицей и заканчивается пересечением с Малой Арнаутской улицей.

## История
Вскоре после основания Одессы к югу от крепости возникла немецкая колония (1815), её границы проходили по Польской и Базарной улицам, Карантинной балке. Одной из границ колонии служила улица, называвшаяся Нижней немецкой, Немецкой ремесленной, с 1820 года указывалась как просто Ремесленная.
С установлением советской власти улицу переименовали в честь местного анархиста Льва Тарло, арестованного в своё время именно на этой улице. Во время задержания Тарло оказал вооружённое сопротивление; за что был казнён в октябре 1906 года. Под этим названием улица просуществовала с 1926 по 1941 год, в период румынской оккупации (1941—1944) — вновь Ремесленная.
После войны улица получила новое название в честь героя обороны Одессы, полковника Якова Ивановича Осипова, командира 1-го полка морской пехоты, который погиб в 1941 году и был перезахоронен на Аллее Славы в апреле 1964 года.

## Известные жители
Дважды Герой Советского Союза Степан Елиза́рович Артёменко (д. 6)
Феликс Яковлевич Ростковский (д. 2) — русский военный деятель, генерал от инфантерии, член Военного Совета.
Меер Янкелевич Дизенгоф (Мирон Яковлевич Дизенгоф) — сионистский деятель, с 1921 года первый мэр г. Тель-Авива. Проживал в доме № 30 с 1897 по 1905 годы.

## Достопримечательности

д. 6 — мемориальная доска Израилю Рухомовскому.